# Didier Reynders
Didier Reynders (ur. 6 sierpnia 1958 w Liège) – belgijski i waloński polityk, przewodniczący Ruchu Reformatorskiego, minister i wicepremier, członek Komisji Europejskiej.

## Życiorys
Ukończył studia prawnicze na Uniwersytecie w Liège oraz filologię klasyczną w Institut Saint Jean Berchmans w tym samym mieście. W pierwszej połowie lat 80. prowadził prywatną praktykę prawniczą. Zajmował później stanowisko dyrektora generalnego w administracji regionalnej Walonii. W latach 1986–1991 był prezesem SNCB/NMBS, belgijskiego przewoźnika kolejowego. Od 1987 do 1988 pełnił też funkcję szefa gabinetu politycznego urzędującego ministra sprawiedliwości.
W 1988 uzyskał mandat radnego Liège. W 1992 objął mandat posła do belgijskiej federalnej Izby Reprezentantów. Reelekcję uzyskiwał w kolejnych wyborach w 1995, 1999, 2003, 2007, 2010, 2014 i 2019.
W 1999 został ministrem finansów w gabinecie Guya Verhofstadta. W 2004 dodatkowo objął stanowisko wicepremiera. Został wówczas również przewodniczącym Ruchu Reformatorskiego, frankofońskiej federacyjnej partii liberalnej. Funkcję tę pełnił do 2011, kiedy to zastąpił do Charles Michel. Stanowiska wicepremiera oraz ministra finansów zajmował także w kolejnych rządach z chadeckimi premierami (2008–2011). Od 2007 odpowiadał również za reformę instytucjonalną.
W grudniu 2011 został ministrem spraw zagranicznych w gabinecie, na czele którego stanął Elio Di Rupo. Pozostał na dotychczasowym stanowisku również w nowym rządzie utworzonym w październiku 2014, obejmując ponownie funkcję wicepremiera. W grudniu 2018 został ponadto ministrem obrony. Utrzymał te stanowiska, gdy w październiku 2019 na czele przejściowego gabinetu stanęła Sophie Wilmès.
We wrześniu 2019 belgijskie media ujawniły protokół przesłuchania byłego agenta belgijskiego wywiadu, który zarzucił Didierowi Reyndersowi przestępstwa korupcji i prania brudnych pieniędzy. Prokurator umorzył postępowanie jeszcze w tym samym miesiącu wobec niestwierdzenia przestępstwa.
Didier Reynders zakończył pełnienie funkcji rządowych w związku z dołączeniem do Komisji Europejskiej kierowanej przez Ursulę von der Leyen (z kadencją od 1 grudnia tegoż roku). Został w jej ramach powołany na komisarza do spraw sprawiedliwości. W czasie piastowania tego stanowiska wielokrotnie krytycznie wyrażał się o działaniach władz krajowych w Polsce i Węgrzech, zarzucając im naruszanie reguły praworządności i działania niezgodne z zasadami państwa prawa, w tym zwłaszcza w zakresie wymiaru sprawiedliwości. Zarzucał również, że Polska podważa zasady funkcjonowania Unii Europejskiej, a władza wykonawcza w tym państwie członkowskim kwestionuje prymat prawa unijnego nad prawem krajowym. W 2021 na nieformalnym posiedzeniu ministrów sprawiedliwości państw UE zasygnalizował, że Komisja Europejska rozważa możliwość podjęcia kroków prawnych wobec Polski w celu ochrony zagrożonego porządku prawnego, a także zadeklarował kontynuowanie działań przeciwko Polsce oraz Węgrom w uprzednio wszczętych postępowaniach. We wrześniu tego samego roku publicznie uzasadniał wystąpienie Komisji Europejskiej do Trybunału Sprawiedliwości Unii Europejskiej o nałożenie kar finansowych na Polskę za nieprzestrzeganie decyzji TSUE nakazującej natychmiastowe zawieszenie działalności Izby Dyscyplinarnej Sądu Najwyższego. W KE zasiadał do końca kadencji w 2024.
W grudniu 2024, wkrótce po zakończeniu pełnienia funkcji komisarza i utracie immunitetu, został przesłuchany w postępowaniu dotyczącym prania pieniędzy; funkcjonariusze belgijskiej policji dokonali także przeszukań kilku należących do niego nieruchomości.

## Odznaczenia
- Wielki Oficer Order Leopolda[17]
- Komandor Orderu Leopolda[17]
- Komandor Legii Honorowej (Francja, 2013)[18]
- Krzyż Wielkiego Oficera Orderu Zasługi Republiki Federalnej Niemiec (Niemcy, 2014)[19]
- Krzyż Komandorski z Gwiazdą Orderu Zasługi Rzeczypospolitej Polskiej (Polska, 2015)[20]
- Krzyż Wielki Orderu Zasługi Rzeczypospolitej Polskiej (Polska, 2015)[21]
- Order „Za zasługi” II klasy (Ukraina, 2023)[22]
- Krzyż Wielki Orderu Oranje-Nassau (Holandia)[17]
- Krzyż Wielki Orderu Zasługi Wielkiego Księstwa Luksemburga (Luksemburg)[17]